# Gomastapur
Gomostapur è un sottodistretto (upazila) del Bangladesh situato nel distretto di Chapai Nawabganj, divisione di Rajshahi. Si estende su una superficie di 318,13 km² e conta una popolazione di 275.823  abitanti (censimento 2011).